# Concha Rincón García
Concha Rincón García (Santander, 1926- Santander, 12 de febrero de 2024) fue una escritora y poeta española, considerada como la decana de la poesía femenina en Cantabria. Su obra poética, abarca también el relato y la poesía infantil. Su activismo cultural le ha llevado a actuar en obras de teatro y películas.

## Biografía
Nacida en el seno de una familia de clase media. Su abuelo, el pintor Eduardo Rincón fue uno de los fundadores y dirigentes del primer socialismo y sindicalismo cántabro en el último tercio del siglo XIX. Su ambiente familiar influyó en su formación, pues dos de sus hermanos se dedicaron a la expresión artística, Carlos Rincón, pintor e ilustrador, y Eduardo Rincón, compositor musical.
Estudió en el Colegio Público Menéndez Pelayo de Santander hasta 1936, pero con el estallido de la Guerra civil española, su familia tuvo que huir de Santander. Vivió en Cataluña y finalmente huyó a Francia. De vuelta a Santander tras la guerra, entabla relación con Pepe Hierro que influyó en su creación poética.

## Trayectoria
Una vez desaparecidas las poetas Ana María Cagigal Casanueva, María Ascensión Fresnedo Zaldívar, María Saro Alonso y Matilde Gómez Camus, Concha Rincón es en la actualidad la decana actual de la poesía femenina de Cantabria. Es la última representante viva de una generación poética que en Santander se agrupó alrededor de la revista Proel. En los años 70 comienza a publicar sus primeras creaciones poéticas. Ha tomado parte en el rodaje de algunas películas. 

## Obra
- Sueños. Tantín, Santander, 1990.
- Animalario, Santander, 200.
- Prosa y verso (1976-2016).
- Para Concha Rincón, Biblioteca Central de Cantabria, Santander, 2020.

Participación en antologías
- Mira desde mis ojos. 2018. Antologado por: Nieves Álvarez Martín. ISBN: 978-84-947685-8-3.
- 100 x 27 mujeres sin sombrero. 2018. Antologado por: Nieves Álvarez Martín. ISBN: 978-84-09-00499-7.
- En homenaje a Ana María Cagigal. Antologado por José Ramón Saiz Viadero.
- Día de la poesía femenina en Cantabria, 2002. Antologado por José Ramón Saiz Viadero. ISBN 84-89013-40-3.
- Día de la poesía femenina en Cantabria, 2003. Antologado por José Ramón Saiz Viadero. ISBN 84-96143-13-9.
- Día de la poesía femenina en Cantabria, 2006. Antologado por José Ramón Saiz Viadero. ISBN: 978-84-96143-96-8.
- Historia y Antología de la Poesía femenina en Cantabria. Antologado por José Ramón Saiz Viadero.
- Peña Labra. 19 Pliegos de poesía.

Cuentos
- 20 años (1996-2015) Concurso Nacional de Cuentos Infantiles. Asociación Cultural Tertulia Goya. Depósito Legal: SA-714-2017.
- Concurso Nacional de Cuentos Infantiles. 2006-2010. AC Tertulia Goya. Depósito Legal: SA-657-2014.
- Cuentos. Ilustraciones Ana Pardo Argerich Premios y reconocimientos.
- Ronaldo. Premio en el II Concurso Nacional de Cuentos Infantiles. 1997. Asociación Cultural Tertulia Goya. Ilustrado por José Ramón Sánchez.
- Homenaje en el Ateneo de Santander.
- Homenaje Para Concha Rincón. Biblioteca Central de Cantabria.

Participación en obras de teatro y películas
- José Luis del cineasta Paulino Viota. 1966, Guion: Paulino Viota y, Javier Vega. Interpretación: Javier Vega, Concha Rincón, Carlos Bertrand, Antonio Sánchez.
- Después del sueño. De Mario Camus. 1992.
- Amor propio. De Mario Camus. 1994. De Mario Camus. 1992.
- La casa de Bernarda Alba. Dirigida por Ángeles Alonso.1967. Ateneo de Santander.